# Viticoltura in Namibia

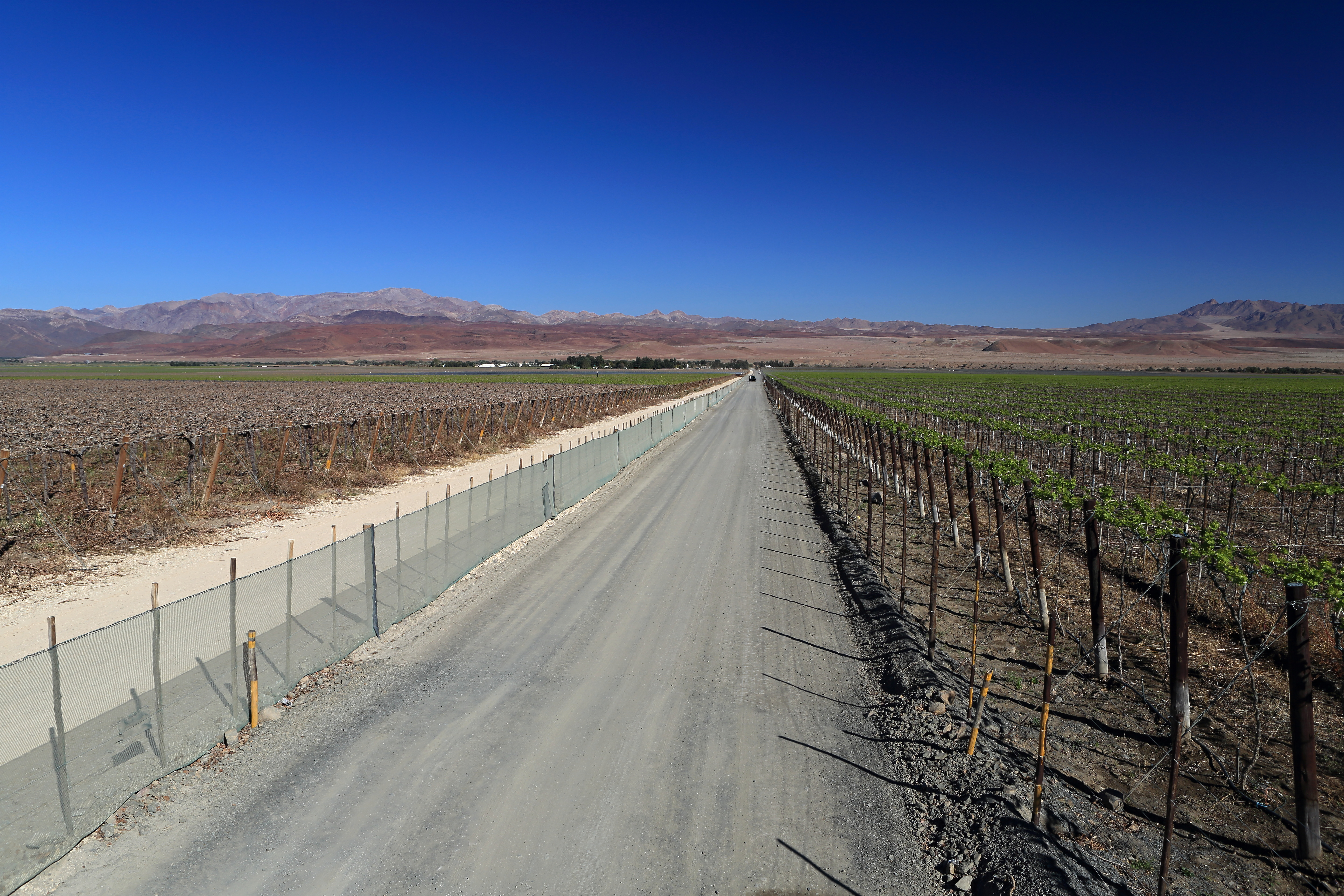
Vigne nei dintorni di Aussenkehr, regione di ǁKaras.

La viticoltura in Namibia è un mercato ristretto sia in produzione che operatori enologici.  Sebbene la produzione di vino sia in espansione in Namibia, l'uva coltivata nel paese è principalmente destinata all'esportazione in Europa come uva da tavola  piuttosto che alla vinificazione. Una delle sfide della viticoltura in Namibia è la scarsità delle precipitazioni, rendendo generalmente necessaria l'irrigazione. A differenza del Sudafrica, suo vicino a sud, la Namibia si trova anche più vicina all'equatore rispetto alla classica (ma ormai messa in discussione) regola empirica dei "30-50 gradi di latitudine" adatta alle zone vocate alla produzione di vino.

## Storia
La storia della produzione vinicola namibiana ebbe inizio con la colonizzazione della Namibia da parte della Germania nel 1884. I primi vigneti in Namibia furono piantati da sacerdoti cattolici tedeschi alla fine del XIX secolo nelle valli montane del sobborgo di Klein Windhoek, situato nella capitale Windhoek. Questi religiosi producevano un vino bianco e uno schnapps forte chiamato "Katholischer". La produzione cessò alla fine degli anni Sessanta del Novecento, quando morì l'ultimo sacerdote dedito alla vinificazione e i vigneti furono demoliti per far spazio alle aule scolastiche della scuola della chiesa, la Saint-Paul's.

### Sviluppo contemporaneo
Dopo l'indipendenza della Namibia nel 1990 si sono verificati diversi sviluppi. Piantagioni per uva da tavola sono state realizzate lungo il fiume Orange nella parte meridionale del Paese. La produzione di vino su piccola scala è stata avviata nel 1990 da Helmuth Kluge nella città di Omaruru. Ha coltivato Colombard e Ruby Cabernet nel suo appezzamento chiamato Kristall Kellerei, che ora si concentra su brandy e vini di frutta. Una cantina vicina, Erongo Mountain Winery, produce una varietà di vini da uve in stile europeo.
Sempre negli anni '90, Allen Walken-Davis piantò un vigneto con viti di Shiraz nella sua fattoria Neuras vicino a Maltahöhe, nel sud della Namibia.
Nel 1997, Bertus Boshoff piantò le sue prime viti nella sua fattoria, Thonninggii, nei Monti Otavi vicino a Otavi. Coltiva Shiraz, Viognier, Cabernet Sauvignon e piccoli appezzamenti di Pinotage e Mourvèdre.
Nel 2003, le famiglie Schulz ed Evrard hanno acquistato una fattoria a 2 km dal Dr. Boshoff, e nel 2004 hanno piantato Shiraz, Cabernet Sauvignon, Viognier, Mourvèdre, Tempranillo e Chardonnay.